# 마호메트와 샤를마뉴
마호메트와 샤를마뉴 또는 무함마드와 샤를마뉴(프랑스어: Mahomet et Charlemagne)는 벨기에의 역사가 앙리 피렌의 학술책이다. 앙리 피렌은 유럽 중세의 개막을 새롭고 독창적인 관점에서 해석한다. 그의 ‘피렌 테제’는 게르만족의 침입이 아니라 이슬람 침공을 중세의 기점으로 간주하며, 카롤링거 왕조의 탄생이 이슬람 침공의 결과라고 해석한다. 이 책은 피렌 테제를 집대성하는 저서이자 피렌 학문 세계의 결정판이라고 할 수 있다. 서로마 제국 멸망부터 카롤링거 왕조 탄생까지의 사건, 사회경제적 상황, 지적 생활 등을 생생한 모습으로 접할 수 있다.

## 유럽 중세의 개막에 대한 새로운 해석
18세기 이래 통용된 ‘전통적 학설’은 유럽 중세의 시작을 게르만족의 침입과 서로마 제국의 멸망으로 설명해 왔다. 476년 서로마 제국의 마지막 황제 로물루스 아우구스툴루스가 게르만 용병 대장 오도아케르에 의해 폐위되면서 고대가 끝나고 중세가 시작되었다는 것이다. 그러나 벨기에 역사가 앙리 피렌은 이 ‘전통적 학설’을 단호히 거부하고 유럽 중세의 개막을 새롭고 독창적인 관점에서 해석한다. 이른바 ‘피렌 테제’다.
‘피렌 테제’의 핵심을 한마디로 요약하자면, 중세는 게르만족 침입이 아니라 7세기 이슬람 침공 때문에 시작되었다. 게르만족의 침입은 고대 세계의 지중해적 통일성과 로마 문명의 본질적 특징을 파괴하지 않았다. 그러나 이슬람교도의 진출을 기점으로 동방과 서방이 최종적으로 분리되었고, 이슬람교도의 호수가 된 서지중해는 사상과 교역의 통로로서의 기능을 멈췄다. 생활의 축이 지중해에서 북방으로 옮겨짐에 따라 메로빙거 왕조가 쇠퇴하고 게르만적 북방에 기원을 둔 카롤링거 왕조가 탄생했다. 피렌은 이를 “마호메트가 없는 샤를마뉴는 상상할 수도 없다”라는 말로 표현한다.

## 피렌 테제의 의의
≪마호메트와 샤를마뉴≫는 ‘피렌 테제‘를 집대성하는 저서로서 피렌 학문 세계의 결정판이라고 할 수 있다. 이 책이 출판된 후 그 내용을 둘러싸고 다양하고 무수한 논쟁이 벌어졌다. 피렌 이후 고고학을 비롯한 다양한 연구 방법, 그리고 체계적인 사료의 발굴과 연구 등으로 새로운 사실들이 많이 밝혀지기도 했다.
그러나 피렌의 독창적인 관점은 여전히 그 가치를 인정받고 있으며, 카롤링거 시대에 유럽의 중심이 지중해 지역에서 북부로 이동했다는 지적을 비롯한 그의 여러 주장들은 오늘날에도 설득력을 잃지 않고 있다. 또한 이 책을 읽으면 우리에게 다소 생소한 서로마 제국 멸망부터 카롤링거 왕조 탄생까지의 사건, 사회경제적 상황, 지적 생활 등을 생생한 모습으로 접할 수 있다.